# Regeringsförklaring
Regeringsförklaring eller regeringsdeklaration kallas i vissa länder en deklaration som vanligen läses upp av regeringschefen inför ett lands parlament och som beskriver den politik som regeringen ämnar bedriva.

## Sverige
I Sverige läses regeringsförklaringen upp av statsministern inför riksdagen vid riksmötets öppnande varje år. Regeringsförklaringen behöver dock inte alltid sammanfalla med riksmötets öppnande och kan ske fler än en gång per år; ifall en regering avgår under pågående riksmöte avger den nya regeringen alltid en regeringsdeklaration vid dess tillträde. Så var exempelvis fallet vid Regeringen Perssons tillträde i mars 1996 liksom för Regeringen Andersson i november 2021. 
Under 1809 års regeringsform hölls motsvarande tal av Sveriges kung och kallades då för trontal under Riksdagens högtidliga öppnande i Rikssalen på Stockholms slott. Ursprungligen var talet kungens eget, men då parlamentarismen slog igenom under 1900-talet övergick det till att vara skrivet av regeringen, men det upplästes av kungen i dennes namn. 
I exempelvis Nederländerna, Norge, Storbritannien och flera samväldesriken framförs fortfarande trontalet enligt denna modell.

## Danmark
I Danmark läser statsministern upp ett öppningstal (danska: åbningstale) vid Folketingets öppnande som sker den första tisdagen i oktober varje år på Christiansborgs slott. Den danska monarken sitter enbart som gäst på hedersläktaren under Folketingets öppnande och håller inget eget tal.
Danska statsministrar har hållit öppningstal sedan 1921 och dessförinnan hölls istället ett trontal av den danska monarken. Att det är statsministern som håller talet är grundlagsfäst i grundlagens § 38 sedan 1953.

## Annan motsvarighet
I USA motsvaras regeringsförklaringen till viss del av presidentens årliga tal om tillståndet i nationen, vilket till vissa delar kan sägas motsvaras en sorts regeringsförklaring men som dock är av mindre formell karaktär. 
Ett annat motsvarande tal – talet om tillståndet i unionen – hålls inom Europeiska unionen av Europeiska kommissionens ordförande inför Europaparlamentet i september månad varje år.